# 黄子澄

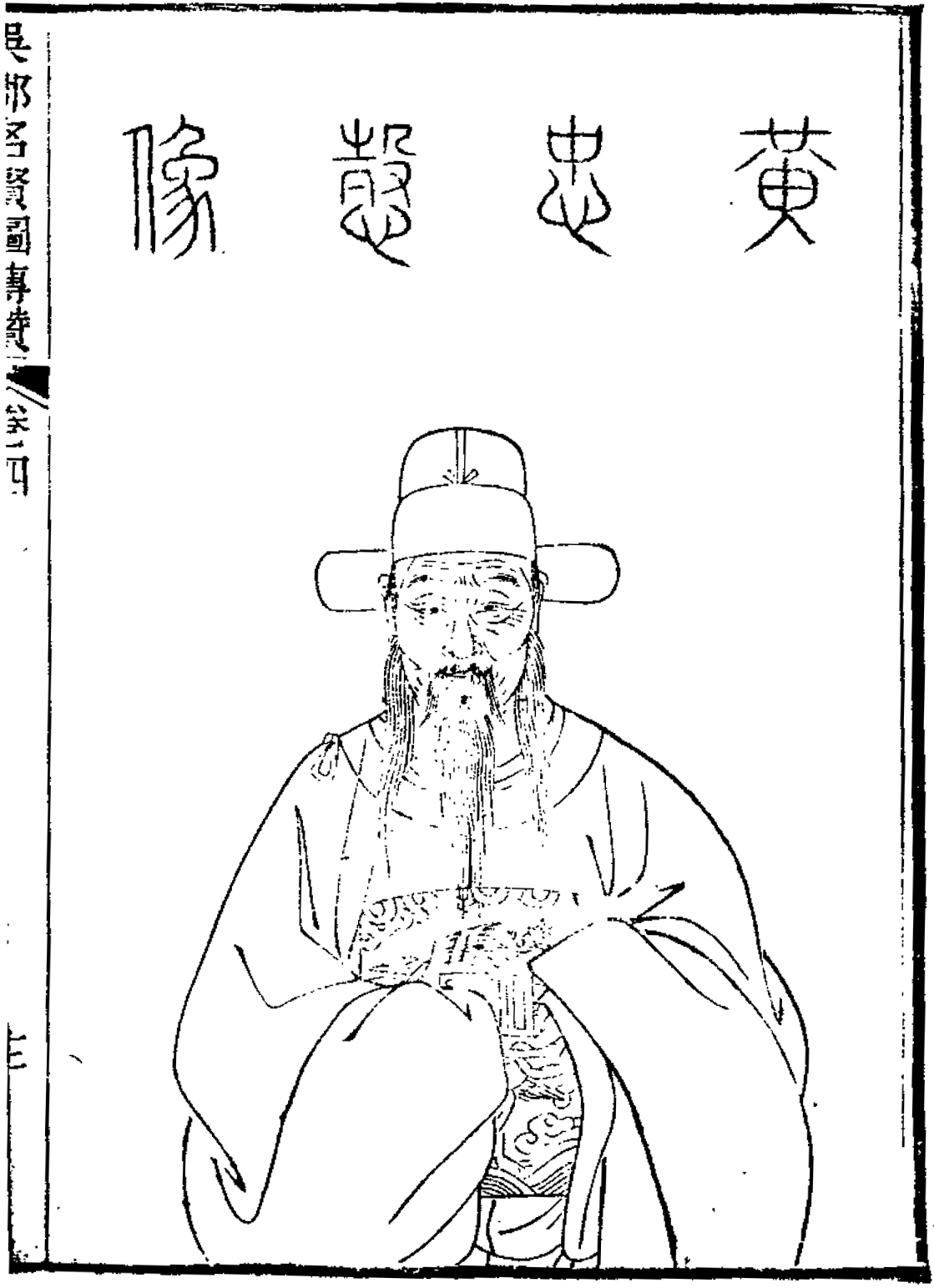
《呉郡名賢図伝賛》卷四の《黄忠愨像》

黄 子澄（こう しちょう、1350年 - 1402年）は、明初の官僚。名は湜。子澄は字であるが、通常は字で呼ばれていた。袁州分宜県の人。

## 生涯
斉泰と同期の進士であり、建文帝に仕えて太常寺卿に任命された。斉泰や方孝孺らと藩王削減政策を実施して建文帝の叔父で燕王朱棣（後の永楽帝）より奸臣と見なされ、靖難の変の原因を作った。建文帝軍は朱棣軍に敗北し、1402年（建文4年）に南京は陥落、黄子澄は斉泰や方孝孺らと共に処刑された（壬午殉難）。
死後、南明の弘光帝によって「節愍」と諡され、清の乾隆帝によって「忠愨（ちゅうかく）」と諡された。